# Lindsay Zullo
Lindsay Zullo (sinh ngày 3 tháng 5 năm 1991) là một nữ cầu thủ bóng đá người Haiti. Cô chơi bóng đá trong vai trò là một tiền đạo cho đội bóng F.C. Indiana và đội tuyển bóng đá nữ Haiti.

## Những năm đầu
Zullo, một người gốc Hudson, Florida, đã chơi bóng đại diện cho cấp trường trong những năm học cơ sở và cuối cấp tại trường trung học Hudson, qua đó đội bóng của cô hai lần vô địch cấp quận. Được mệnh danh là đội trưởng vào năm cuối cấp, cô tham gia vào Senior All-Star Game. Cô được đề cử danh dự của All-State, chiến thắng danh hiệu Cầu thủ của năm của Pasco và giành được danh hiệu cao nhất của Hội nghị Toàn thể đội bóng.
Zullo tổng cộng đã tham gia 47 trận, trong đó cô ghi tổng cộng 54 bàn thắng (1,1 gpg) và 21 pha kiến tạo; tất cả đều vượt xa mức trung bình quốc gia.

## Sự nghiệp Câu lạc bộ
Zullo chơi cho F.C. Indiana, thuộc Liên đoàn bóng đá nữ chuyên nghiệp (WPSL) và được chọn là WPSL All-Star cho khu vực vào năm 2014.

## Sự nghiệp quốc tế
Vào năm 2014, Zullo ra mắt đội tuyển bóng đá quốc gia Haiti, dẫn đầu danh sách tuyển chọn và về đích thứ ba tại Caribbean Cup khi ghi bàn thắng vào lưới Trinidad và Tobago.
Khi khai mạc Giải vô địch nữ CONCACAF 2014, Zullo ghi một bàn vào lưới Guatemala và đội bóng của cô chiến thắng trận đấu với tỷ số 1-0.
Zullo được tuyển dụng bởi Shek Borkowski, huấn luyện viên trưởng của Ban tuyển chọn Haiti và cũng tại F.C. Indiana, người tích cực tuyển dụng các cầu thủ người Mỹ gốc Haiti.